# المؤتمر الوطني الديمقراطي والاجتماعي
المؤتمر الوطني الديمقراطي والاجتماعي (بالفرنسية: Convention national démocratique et sociale)‏ هو حزب سياسي في تشاد. في الانتخابات التشريعية التي أجريت في 21 أبريل 2002، فاز الحزب وفقًا للاتحاد البرلماني الدولي بمقعد واحد من أصل 155 مقعدًا.